# 高楼金站
高楼金站是一个位于中国北京市通州区梨园镇高楼金村群芳南街与颐瑞中一路交叉处，属于北京地铁7号线的地铁车站。2019年12月28日开通投入使用。

## 位置及名称
位于通州区梨园镇高楼金村，群芳南街与颐瑞中一路-文坊一巷交叉口路面下，沿群芳南街东西向敷设。本站因高楼金村得名，而该行政村的名称由小高丽庄、楼子庄、金庄三个自然村各取一字组合而成。
“高丽庄”这一地名起源于公元645年唐太宗征讨高句丽，被俘的高句丽人分散在幽州各地居住，其中一部分在张家湾西部居住，以高句丽的别称“高丽”称该聚落为“高丽庄”，明朝成化年间形成较大聚落，清朝初期因圈地政策，在高丽庄北侧另立一庄，称“小高丽庄”，原有的高丽庄则改称大高丽庄，1913年大高丽庄和小高丽庄分别依谐音改称大高立庄、小高立庄:174。“楼子庄”原为明朝因娄姓定居而形成的娄家庄村，清光绪年间改称楼子庄，“金庄”则因清末金姓定居而得名:173。

## 结构

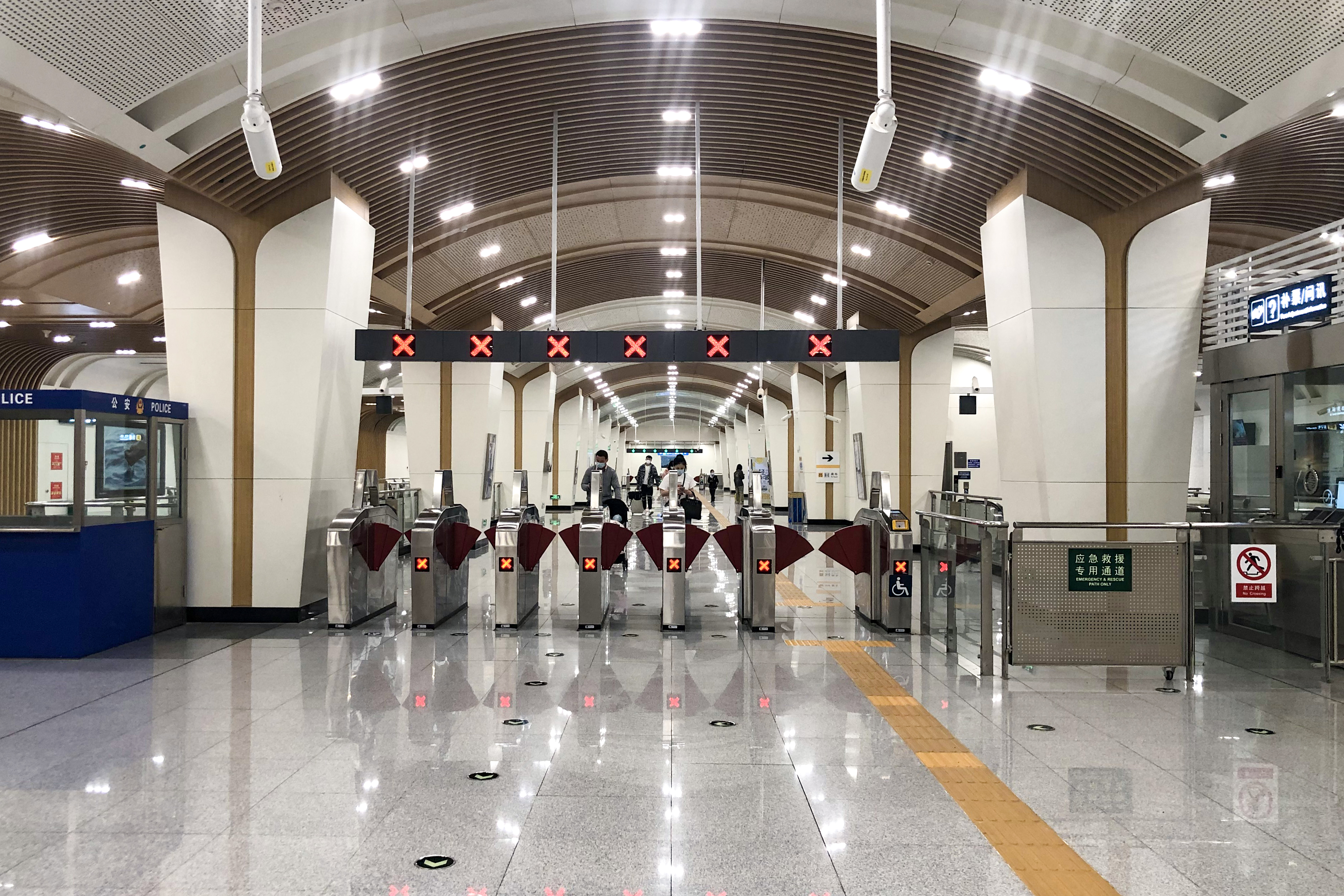
站厅（2021年5月摄）

高楼金站为地下二层车站，双岛式站台设计。车站东南端设有一组通往张家湾车辆段出入场线。

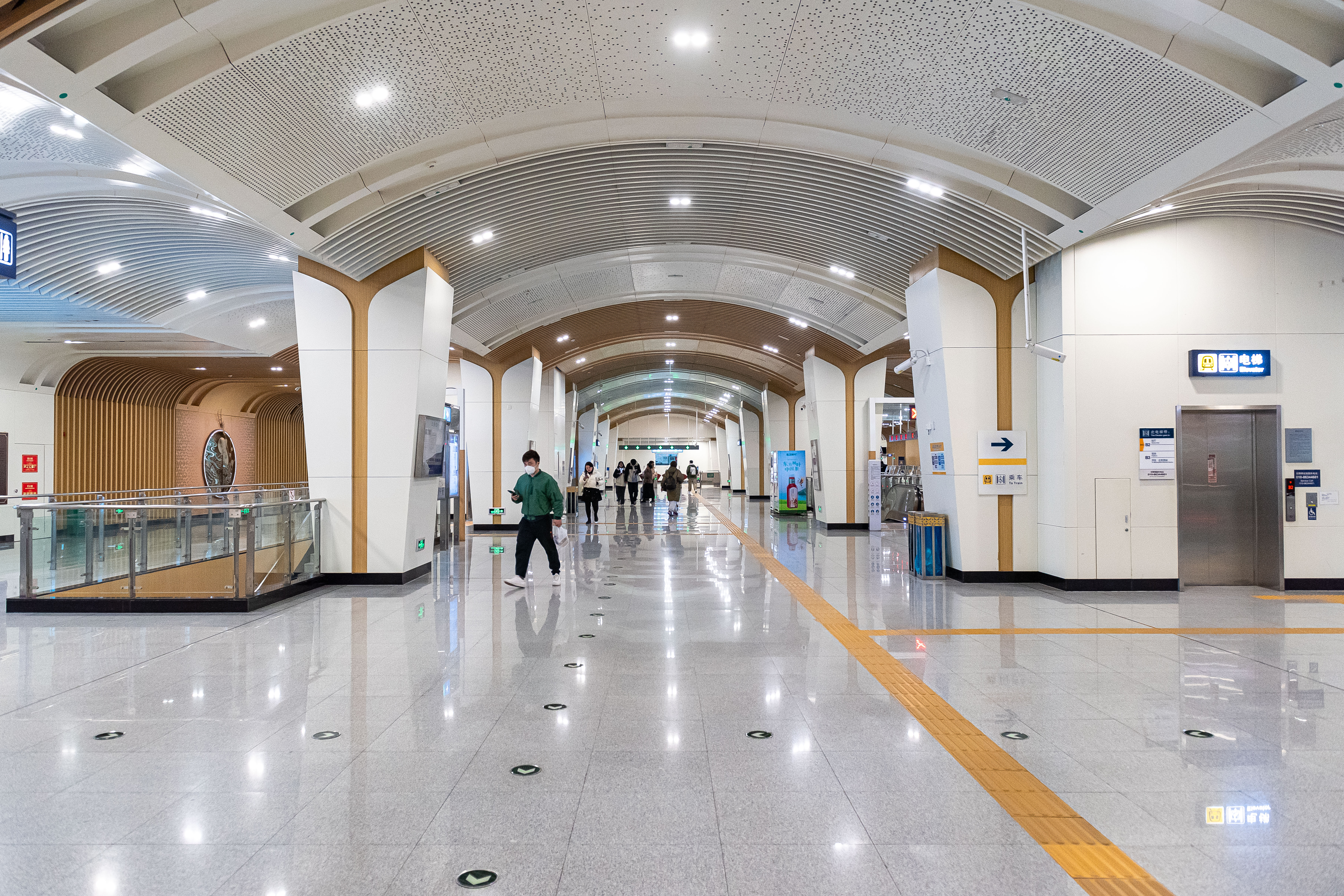
站厅
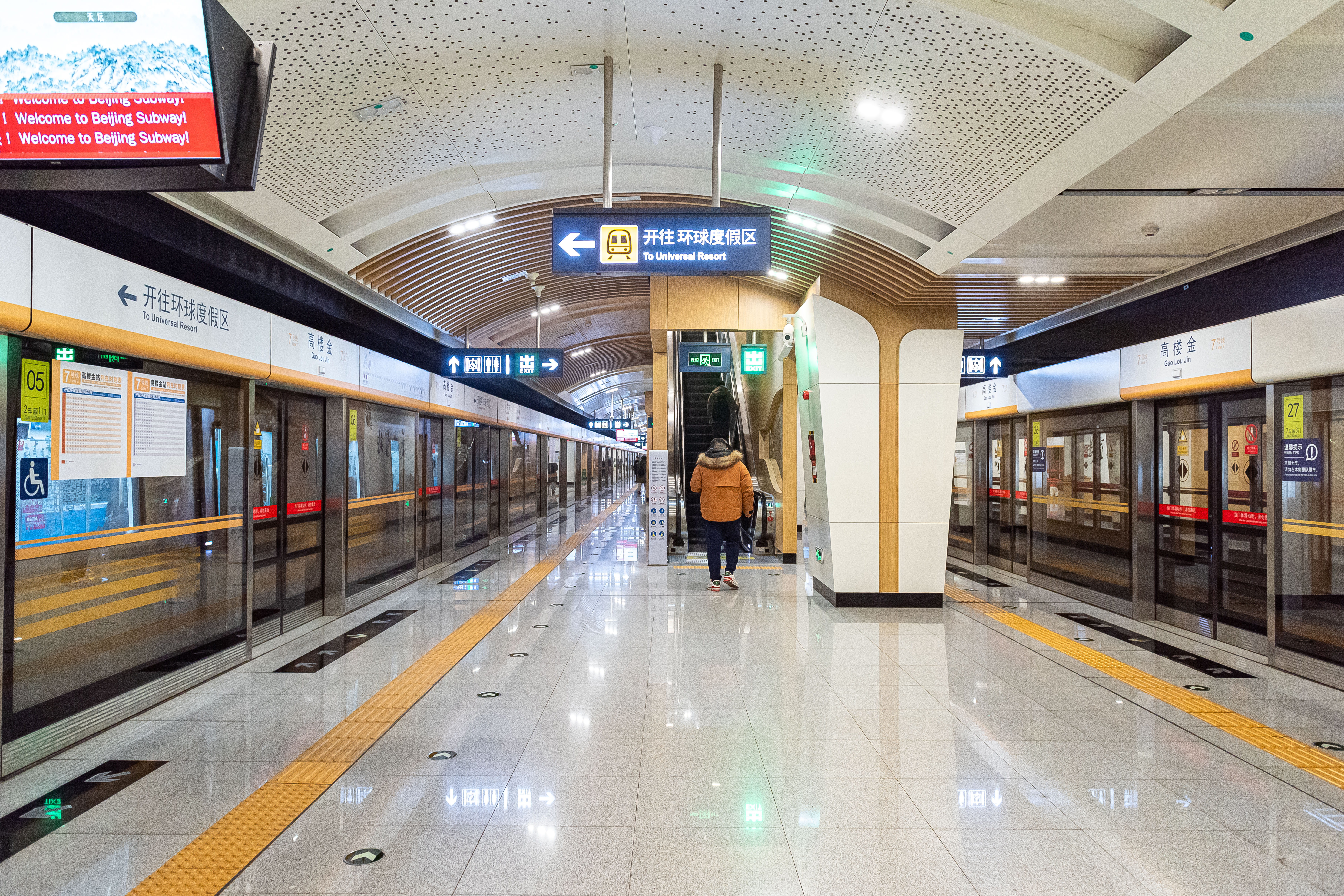
站台（环球度假区方向）

| 地面层          | 街道                        | A-D出入口                        |
| 地下一层 站厅层 | 站厅                        | 客务中心、自动售票机、进出站闸机 |
| 地下二层 站台层 |                             | █ 7号线往北京西站（群芳）        |
| 地下二层 站台层 | 岛式站台，左/右側開門       |                                  |
| 地下二层 站台层 | █ 7号线备用站台             |                                  |
| 地下二层 站台层 | 岛式站台，左/右側開門       |                                  |
| 地下二层 站台层 | █ 7号线往环球度假区（花庄） |                                  |

- 站厅
- 站台（环球度假区方向）

## 出入口
|                       |                      |                  |      |            |
| 编号                  | 指示                 | 建议前往的目的地 | 照片 | 无障碍设施 |
| 出口 · A · 升降机标志 | 群芳南街、颐瑞中二路 | DBC加州小镇      |      |            |
| 出口 · B              | 群芳南街、颐瑞中一路 | 高楼金第         |      | 不適用     |
| 出口 · C · 升降机标志 | 群芳南街             |                  |      |            |
| 出口 · D · 升降机标志 | 群芳南街             |                  |      |            |
| 註： 設有             |                      |                  |      |            |